# George Stibitz
George Robert Stibitz (York, 30 aprile 1904 – Hanover, 21 gennaio 1995) è stato un informatico statunitense.
Nasce a York (Pennsylvania) da George Stibitz, figlio di emigrati tedeschi di Monaco di Baviera, professore di teologia e ministro della Chiesa riformata tedesca e Mildred Murphy, insegnante di matematica.
È stato ricercatore dei Bell Labs e riconosciuto a livello internazionale come uno dei padri del moderno computer digitali. Era noto per il suo lavoro negli anni '30 e '40 sulla realizzazione di circuiti digitali a logica booleana utilizzando relè elettromeccanici come elemento di commutazione.
Stibitz è nato a York, in Pennsylvania. Ha conseguito la laurea presso la Denison University di Granville in Ohio, il master presso l'Union College nel 1927 e il dottorato di ricerca in fisica matematica nel 1930 alla Cornell University.
Stibitz, che ha ideato il computer digitale elettrico nel 1937 presso i Bell Labs, ha descritto la sua invenzione del "calcolatore di numeri complessi" in una riunione della Mathematical Association of America.

## Computer
Nel novembre 1937, George Stibitz, che allora lavorava ai Bell Labs (1930–1941), completò una sommatrice a relè che in seguito chiamò "Modello K" che ha calcolato utilizzando l'addizione binaria. Le repliche del "Modello K" ora risiedono al Computer History Museum, allo Smithsonian Institution, alla William Howard Doane Library della Denison University e all'American Computer Museum di Bozeman, nel Montana, dove vengono assegnati i George R. Stibitz Computer and Communications Pioneer Awards.
Bell Labs successivamente autorizzò un programma di ricerca completo alla fine del 1938 con Stibitz al timone. Il loro computer per numeri complessi, completato nel novembre 1939 e messo in funzione nel 1940, era in grado di eseguire calcoli su numeri complessi. In una dimostrazione alla conferenza dell'American Mathematical Society al Dartmouth College nel settembre 1940, Stibitz utilizzò una telescrivente modificata per inviare comandi al Computer dei numeri complessi di New York tramite le linee telegrafiche. È stata la prima macchina informatica mai utilizzata in remoto.

## Attività in tempo di guerra e successivi computer dei Bell Labs
Dopo che gli Stati Uniti entrarono nella seconda guerra mondiale nel dicembre 1941, i Bell Labs divennero attivi nello sviluppo di dispositivi di controllo del fuoco per le forze armate statunitensi. L'invenzione più famosa dei laboratori è stata l'M-9 Gun Director, un ingegnoso dispositivo analogico che diresse il fuoco antiaereo con straordinaria precisione. Stibitz si trasferì al National Defense Research Committee, un organo consultivo per il governo, ma mantenne stretti legami con i Bell Labs. Negli anni successivi (1941-1945), con la sua guida, i Labs svilupparono computer a relè sempre più sofisticati. I modelli successivi avevano capacità più sofisticate. Avevano nomi specializzati, ma in seguito i Bell Labs li ribattezzarono "Modello II", "Modello III", ecc., E il computer con numeri complessi fu ribattezzato "Modello I". Tutti i relè telefonici utilizzati per la logica e il nastro di carta per il sequenziamento e il controllo. Il "Modello V", fu completato nel 1946 ed era un computer per tutti gli usi completamente programmabile, sebbene la sua tecnologia a relè lo rendesse più lento dei computer completamente elettronici allora in fase di sviluppo.
Dopo la guerra, nel 1945, Stibitz non tornò ai Bell Labs, ma si dedicò invece a un'attività di consulenza privata.

## Origine del termine "digitale"
Nell'aprile 1942, Stibitz partecipò a una riunione di una divisione dell'Ufficio per la ricerca scientifica e lo sviluppo (OSRD), incaricata di valutare varie proposte di dispositivi di controllo del fuoco (da artiglieria) da utilizzare contro le forze dell'Asse durante la seconda guerra mondiale. Stibitz ha osservato che le proposte rientravano in due grandi categorie: "analogiche" e "a impulsi". In una nota scritta dopo l'incontro, ha suggerito di utilizzare il termine "digitale" al posto di "impulso", poiché riteneva che quest'ultimo termine non fosse sufficientemente descrittivo della natura dei processi coinvolti. La parola "cifra" all'epoca aveva due significati comuni: le dieci dita delle mani e i numeri da 0 a 9. Anche l'aggettivo "digitale" era in uso, sebbene non fosse così comune. Ad esempio, tra i medici, un esame "digitale" si riferiva all'uso del dito di un medico per palpare una parte del corpo.